# 제401기갑여단

제401기갑여단(401st Brigade), 히브리어: עקבות ברזל, Ikvot HaBarzel)은 이스라엘 방위군(IDF) 제162사단 소속 기갑여단이다.

## 역사
1966년에 창설된 401여단은 IDF의 가장 젊은 여단 중 하나이다. 1985년에 현재의 형태를 갖추게 되었다. 여단은 처음에 제46, 195 기갑대대와 제52, 34 보병대대로 구성되었으나, 이것들은 기갑으로 전환되었다.
제34대대는 1988년에 해체되어 대전차대대로 재창설되었으며, 나중에 제94 "두치파트"(Duchifat, 히브리어: דוכיפת, 후포에) 기계화보병대대로 지정되었다. 2002년에 여단에 반환되었다. 2005년에는 유대·사마리아 지역본부로 이관되었다.